# Robert Earl Jackson
 (octobre 2018).
Si vous disposez d'ouvrages ou d'articles de référence ou si vous connaissez des sites web de qualité traitant du thème abordé ici, merci de compléter l'article en donnant les références utiles à sa vérifiabilité et en les liant à la section « Notes et références ».
Pour les articles homonymes, voir Jackson.
Robert Earl Jackson (né en 1949) est un astronome américain qui a, conjointement avec Sandra Moore Faber, élaboré une méthode de détermination des distances pour les galaxies elliptiques appelée "relation de Faber-Jackson".